# Colchicum chlorobasis
Colchicum chlorobasis är en tidlöseväxtart som beskrevs av Karin Persson. Colchicum chlorobasis ingår i släktet tidlösor, och familjen tidlöseväxter. Inga underarter finns listade i Catalogue of Life.